# Pita Amor
Guadalupe Teresa Amor Schmidtlein, alias Pita Amor (Ciutat de Mèxic, 30 de maig de 1918 - ibídem, 8 de maig de 2000) era una escriptora mexicana. Era membre de la “antiga aristocràcia mexicana” i fou actriu i model per a fotògrafs o pintors com Diego Rivera o Raúl Anguiano.

## Obres
- 1946 : Yo soy mi casa
- 1947 : Puerta obstinada
- 1948 : Círculo de angustia
- 1949 : Polvo
- 1953 : Décimas a Dios
- 1958 : Sirviéndole a Dios, de hoguera
- 1959 : Todos los siglos del mundo
- 1984 : Soy dueña del universo